# Gran Premio de los Países Bajos de Motociclismo de 1998
El Gran Premio de los Países Bajos de Motociclismo de 1998 fue la séptima prueba del Campeonato del Mundo de Motociclismo de 1998. Tuvo lugar en el fin de semana del 25 al 27 de junio de 1998 en el Circuito de Assen, situado en la ciudad de Assen, Países Bajos. La carrera de 500cc fue ganada por Mick Doohan, seguido de Max Biaggi y Simon Crafar. Valentino Rossi ganó la prueba de 250cc, por delante de Jürgen Fuchs y Haruchika Aoki. La carrera de 125cc fue ganada por Marco Melandri, Kazuto Sakata fue segundo y Tomomi Manako tercero.

## Resultados 500cc
| Pos. | N.º | Piloto                   | Constructor | Vueltas | Tiempo    | Parrilla | Pts. |
| ---- | --- | ------------------------ | ----------- | ------- | --------- | -------- | ---- |
| 1    | 1   | Mick Doohan              | Honda       | 20      | 41:17.788 | 1        | 25   |
| 2    | 6   | Max Biaggi               | Honda       | 20      | +0.560    | 4        | 20   |
| 3    | 11  | Simon Crafar             | Yamaha      | 20      | +1.151    | 2        | 16   |
| 4    | 9   | Alex Barros              | Honda       | 20      | +5.151    | 6        | 13   |
| 5    | 8   | Carlos Checa             | Honda       | 20      | +13.827   | 5        | 11   |
| 6    | 4   | Àlex Crivillé            | Honda       | 20      | +21.256   | 9        | 10   |
| 7    | 3   | Nobuatsu Aoki            | Suzuki      | 20      | +28.877   | 8        | 9    |
| 8    | 2   | Tadayuki Okada           | Honda       | 20      | +33.544   | 11       | 8    |
| 9    | 55  | Régis Laconi             | Yamaha      | 20      | +44.870   | 19       | 7    |
| 10   | 17  | Jurgen van den Goorbergh | Honda       | 20      | +48.118   | 12       | 6    |
| 11   | 18  | Garry McCoy              | Honda       | 20      | +1:11.257 | 16       | 5    |
| 12   | 10  | Kenny Roberts Jr         | Modenas KR3 | 20      | +1:30.137 | 14       | 4    |
| 13   | 23  | Matt Wait                | Honda       | 20      | +1:39.885 | 21       | 3    |
| 14   | 88  | Scott Smart              | Honda       | 20      | +2:49.856 | 22       | 2    |
| 15   | 26  | Bernard Garcia           | Honda       | 20      | +3:02.687 | 20       | 1    |
| Ret  | 5   | Norick Abe               | Yamaha      | 16      | Accidente | 3        |      |
| Ret  | 15  | Sete Gibernau            | Honda       | 16      | Accidente | 13       |      |
| Ret  | 20  | Luca Cadalora            | Suzuki      | 9       |           | 7        |      |
| Ret  | 14  | Juan Bautista Borja      | Honda       | 9       |           | 17       |      |
| Ret  | 16  | Jean-Philippe Ruggia     | MuZ Weber   | 5       | Accidente | 15       |      |
| DNS  | 28  | Ralf Waldmann            | Modenas KR3 |         |           | 10       |      |
| DNS  | 19  | John Kocinski            | Honda       |         |           | 18       |      |
| DNQ  | 57  | Fabio Carpani            | Honda       |         |           |          |      |

- Pole Position: Mick Doohan, 2:02.092
- Vuelta Rápida: Mick Doohan, 2:02.941

## Resultados 250cc
| Pos. | N.º | Piloto               | Constructor | Vueltas | Tiempo    | Parrilla | Pts. |
| ---- | --- | -------------------- | ----------- | ------- | --------- | -------- | ---- |
| 1    | 46  | Valentino Rossi      | Aprilia     | 18      | 38:31.905 | 3        | 25   |
| 2    | 11  | Jürgen Fuchs         | Aprilia     | 18      | +19.184   | 4        | 20   |
| 3    | 6   | Haruchika Aoki       | Honda       | 18      | +19.516   | 5        | 16   |
| 4    | 8   | Luis d'Antin         | Yamaha      | 18      | +21.682   | 22       | 13   |
| 5    | 5   | Tohru Ukawa          | Honda       | 18      | +21.721   | 6        | 11   |
| 6    | 27  | Sebastián Porto      | Aprilia     | 18      | +21.927   | 9        | 10   |
| 7    | 7   | Takeshi Tsujimura    | Yamaha      | 18      | +22.084   | 11       | 9    |
| 8    | 24  | Jason Vincent        | TSR-Honda   | 18      | +27.290   | 18       | 8    |
| 9    | 37  | Luca Boscoscuro      | TSR-Honda   | 18      | +33.444   | 16       | 7    |
| 10   | 44  | Roberto Rolfo        | TSR-Honda   | 18      | +37.467   | 12       | 6    |
| 11   | 12  | Noriyasu Numata      | Suzuki      | 18      | +42.228   | 13       | 5    |
| 12   | 9   | Jeremy McWilliams    | TSR-Honda   | 18      | +42.659   | 14       | 4    |
| 13   | 20  | William Costes       | Honda       | 18      | +50.841   | 17       | 3    |
| 14   | 47  | Ivan Clementi        | Yamaha      | 18      | +52.029   | 23       | 2    |
| 15   | 16  | Johan Stigefelt      | Suzuki      | 18      | +53.759   | 21       | 1    |
| 16   | 25  | Yasumasa Hatakeyama  | ERP-Honda   | 18      | +1:08.503 | 20       |      |
| 17   | 14  | Davide Bulega        | ERP-Honda   | 18      | +1:08.716 | 19       |      |
| 18   | 76  | Jarno Janssen        | Honda       | 18      | +1:21.462 | 25       |      |
| 19   | 75  | Maurice Bolwerk      | Honda       | 18      | +1:21.546 | 24       |      |
| 20   | 78  | Rudie Markink        | Honda       | 18      | +1:44.511 | 26       |      |
| 21   | 77  | Andre Romein         | Honda       | 18      | +2:11.041 | 27       |      |
| Ret  | 17  | José Luis Cardoso    | Yamaha      | 12      | Accidente | 15       |      |
| Ret  | 65  | Loris Capirossi      | Aprilia     | 9       |           | 1        |      |
| Ret  | 31  | Tetsuya Harada       | Aprilia     | 8       |           | 2        |      |
| Ret  | 19  | Olivier Jacque       | Honda       | 4       | Accidente | 7        |      |
| Ret  | 4   | Stefano Perugini     | Honda       | 4       | Accidente | 8        |      |
| DNS  | 18  | Osamu Miyazaki       | Yamaha      |         |           | 10       |      |
| DNQ  | 79  | Henk van de Lagemaat | Honda       |         |           |          |      |
| DNQ  | 41  | Federico Gartner     | Aprilia     |         |           |          |      |

- Pole Position: Loris Capirossi, 2:05.567
- Vuelta Rápida: Tetsuya Harada, 2:06.452

## Resultados 125cc
| Pos. | N.º | Piloto                | Constructor | Vueltas | Tiempo    | Parrilla | Pts. |
| ---- | --- | --------------------- | ----------- | ------- | --------- | -------- | ---- |
| 1    | 13  | Marco Melandri        | Honda       | 17      | 38:27.391 | 6        | 25   |
| 2    | 4   | Kazuto Sakata         | Aprilia     | 17      | +0.028    | 1        | 20   |
| 3    | 3   | Tomomi Manako         | Honda       | 17      | +9.626    | 3        | 16   |
| 4    | 10  | Lucio Cecchinello     | Honda       | 17      | +10.331   | 8        | 13   |
| 5    | 5   | Masaki Tokudome       | Aprilia     | 17      | +10.410   | 2        | 11   |
| 6    | 32  | Mirko Giansanti       | Honda       | 17      | +10.425   | 4        | 10   |
| 7    | 15  | Roberto Locatelli     | Honda       | 17      | +10.700   | 7        | 9    |
| 8    | 9   | Frédéric Petit        | Honda       | 17      | +11.417   | 12       | 8    |
| 9    | 22  | Steve Jenkner         | Aprilia     | 17      | +14.678   | 10       | 7    |
| 10   | 20  | Masao Azuma           | Honda       | 17      | +24.158   | 10       | 6    |
| 11   | 23  | Gino Borsoi           | Aprilia     | 17      | +25.011   | 14       | 5    |
| 12   | 41  | Youichi Ui            | Yamaha      | 17      | +30.265   | 13       | 4    |
| 13   | 52  | Hiroyuki Kikuchi      | Honda       | 17      | +30.369   | 15       | 3    |
| 14   | 26  | Ivan Goi              | Aprilia     | 17      | +33.345   | 9        | 2    |
| 15   | 39  | Jaroslav Huleš        | Honda       | 17      | +33.527   | 21       | 1    |
| 16   | 21  | Arnaud Vincent        | Aprilia     | 17      | +33.742   | 11       |      |
| 17   | 29  | Ángel Nieto Jr        | Aprilia     | 17      | +36.359   | 20       |      |
| 18   | 14  | Federico Cerroni      | Aprilia     | 17      | +59.159   | 19       |      |
| 19   | 17  | Juan Enrique Maturana | Yamaha      | 17      | +1:02.676 | 23       |      |
| 20   | 59  | Jerónimo Vidal        | Aprilia     | 17      | +1:02.920 | 17       |      |
| 21   | 65  | Andrea Iommi          | Honda       | 17      | +1:43.557 | 24       |      |
| 22   | 74  | Hans Koopman          | EGA Honda   | 17      | +3:53.297 | 25       |      |
| 23   | 78  | Wilhelm van Leeuwen   | Honda       | 16      | +1 Vuelta | 27       |      |
| 24   | 76  | Harold de Haan        | Honda       | 16      | +1 Vuelta | 28       |      |
| Ret  | 62  | Yoshiaki Katoh        | Yamaha      | 10      |           | 22       |      |
| Ret  | 8   | Gianluigi Scalvini    | Honda       | 9       | Accidente | 16       |      |
| Ret  | 16  | Christian Manna       | Yamaha      | 9       |           | 26       |      |
| Ret  | 7   | Emilio Alzamora       | Aprilia     | 0       |           | 18       |      |
| DNQ  | 77  | Ronnie Timmer         | Honda       |         |           |          |      |
| DNQ  | 75  | Wim Kroegman          | Yamaha      |         |           |          |      |

- Pole Position: Kazuto Sakata, 2:13.411
- Vuelta Rápida: Tomomi Manako, 2:14.378